# Арена, Тина
Филиппи́на Ли́дия «Ти́на» Аре́на (англ. Filippina Lydia «Tina» Arena; 1 ноября 1967, Кейлор-Ист, Виктория, Виктория, Австралия) — австралийская певица, автор песен, пианистка, музыкальный продюсер, актриса и сценарист. Лауреат премии «ALMA» (1999) в номинации «Выдающееся исполнение песни для художественного фильма» (за совместную песню с Марком Энтони «I Want to Spend My Lifetime Loving You» к фильму «Маска Зорро» (1998)).

## Биография
Филиппина Лидия Арена родилась 1 ноября 1967 года в Кейлор-Исте (штат Виктория, Виктория, Австралия) в семье итальянцев-эмигрантов в Австралию Джузеппе и Франки Арена. У Тины есть две сестры — старшая Нэнси Арена и младшая Сильвана Арена.

## Карьера
Тина начала свою певческую карьеру в 1974 году.
Также Арена является музыкальным продюсером, пианисткой, актрисой и сценаристом.
Она является лауреатом премии «ALMA» (1999) в номинации «Выдающееся исполнение песни для художественного фильма» (за совместную песню с Марком Энтони «I Want to Spend My Lifetime Loving You» к фильму «Маска Зорро» (1998)).
Во время церемонии открытия летних Олимпийских игр 2000 года в Сиднее Тина Арена исполняла песню The Flame. В 2011 году, после победы австралийского участника в велогонке Тур де Франс, Арена исполняла австралийский национальный гимн. В 2008 году Тина Арена была удостоена Ордена Почетного легиона.
В марте 2019 года правительство Австралии включило певицу в состав Австралийского совета по искусству на трехлетний срок.

## Личная жизнь
В 1995—1999 годах Тина была замужем за своим менеджером Рэйфом Карром.
С 2000 года Арена состоит в фактическом браке с художником Винсентом Манчини. У пары есть сын — Габриэль Джозеф Манчини (род.17.11.2005).